# Tōbetsu
Tōbetsu (当別町, Tōbetsu-chō) est un bourg du district d'Ishikari, situé dans la sous-préfecture d'Ishikari, sur l'île de Hokkaidō, au Japon.

## Géographie

### Démographie
Au 31 mars 2015, la population de Tōbetsu s'élevait à 17 137 habitants répartis sur une superficie de 422,86 km2.

## Transports
Tōbetsu est desservi par la ligne Sasshō (ligne Gakuen-Toshi) de la compagnie JR Hokkaido.

## Jumelage
- Leksand (Suède) depuis 1987[1]